# (500220) 2012 HV57
(500220) 2012 HV57 es un asteroide perteneciente al cinturón de asteroides, descubierto el 6 de enero de 2012 por el equipo del Pan-STARRS desde el Observatorio de Haleakala, Hawái, Estados Unidos.

## Designación y nombre
Designado provisionalmente como 2012 HV57.

## Características orbitales
2012 HV57 está situado a una distancia media del Sol de 2,670 ua, pudiendo alejarse hasta 3,173 ua y acercarse hasta 2,166 ua. Su excentricidad es 0,188 y la inclinación orbital 8,310 grados. Emplea 1593,55 días en completar una órbita alrededor del Sol.
Los próximos acercamientos a la órbita de Júpiter se producirán el 28 de septiembre de 2036, el 29 de enero de 2071 y el 27 de junio de 2119, entre otros.

## Características físicas
La magnitud absoluta de 2012 HV57 es 16,8.